# سولار ایر
سولار ایر (به انگلیسی: Solar Air) یک شرکت هواپیمایی است که در تاریخ ۲۰۰۴ میلادی تأسیس شده است. دفتر مرکزی سولار ایر در بانکوک، تایلند واقع شده‌است و قطب این شرکت هواپیمایی در فرودگاه بین‌المللی دن موئنگ قرار دارد.